# You Know You Like It
«You Know You Like It» —en español: «Sabes que te gusta»— es una canción del dúo londinense de música electrónica AlunaGeorge. La canción fue publicada en el Reino Unido el 20 de abril de 2012 como el primer sencillo de su primer álbum de estudio, Body Music (2013). La canción alcanzó su posición máxima en la número 55 en el UK Singles Chart en abril de 2013, después de haber sido usada en una publicidad de Tesco.
Con la reedición del álbum, "You Know You Like It" fue relanzada el 28 de julio de 2013, como Doble lado A con "Bad Idea". Posteriormente subió al número 39 en UK Singles Chart el 4 de agosto de 2013.
El DJ y productor francés DJ Snake publicó un remix de la pista en 2014, el cual obtuvo notorio éxito en las listas de Estados Unidos.

## Recepción de la crítica
La pista obtuvo críticas muy positivas a partir de su lanzamiento. Pitchfork Media la denominó con "Mejor música nueva".

## Vídeo musical
Un vídeo musical acompañó al lanzamiento de "You Know You Like It", que fue publicado en YouTube el 31 de agosto de 2011, con una duración de tres minutos y treinta segundos. El vídeo fue filmado en blanco y negro, en algunas partes muestra a Aluna bailando.
Un segundo vídeo fue filmado el 13 de junio de 2013, publicado en YouTube y Vevo. El vídeo muestra al dúo de fiesta en una piscina vacía intercalando clips con el baile de Aluna junto a unas bailarinas.

## Lista de canciones
| Digital download |                                        |          |  |
| N.º              | Título                                 | Duración |  |
| 1.               | «You Know You Like It»                 | 3:27     |  |
| 2.               | «Just a Touch»                         | 3:13     |  |
| 3.               | «Put Up Your Hands»                    | 4:23     |  |
| 4.               | «You Know You Like It» (Vídeo musical) | 3:35     |  |

## Posicionamiento en listas

### Semanales
| Chart (2013-2015)                           | Peak position |
| ------------------------------------------- | ------------- |
| Bélgica (Flandes) (Ultratip Bubbling Under) | 35            |
| Bélgica Belgium Urban (Ultratop Flanders)   | 46            |
| Bélgica (Valonia) (Ultratip Bubbling Under) | 36            |
| Reino Unido (UK Dance Chart)                | 12            |
| Reino Unido (UK Singles Chart)              | 39            |
| Estados Unidos (Billboard Hot 100)          | 99            |
| Estados Unidos (Mainstream Top 40)          | 34            |

## Historial de lanzamientos
| Región      | Fecha               | Formato          | Discográfica   |
| ----------- | ------------------- | ---------------- | -------------- |
| Reino Unido | 20 de abril de 2012 | Descarga digital | Island Records |
| Reino Unido | 11 de junio de 2012 | Vinilo           | Tri Angle      |
| Reino Unido | 29 de julio de 2013 | Descarga digital | Island Records |